# Цирцене, Ингрида
Ингрида Цирцене (латыш. Ingrīda Circene; р. 6 декабря 1956, Рига) — латвийский политик, бывший министр здравоохранения Латвии (2003—2004 и с октября 2011 года по июль 2014 года). Экс-депутат Айзпутской городской думы и Сейма Латвии. Член «Нового времени», входящего в объединение «Единство».
Окончила Рижскую среднюю школу № 4 (позднее Рижская английская гимназия), Рижский медицинский институт и Рижскую коммерческую школу.
Имеет специальность врача-гинеколога.